# 奥拉娜·卡诺
奥拉娜·卡诺（法語：Orlane Kanor，1997年6月16日—），法国女子手球运动员，2017年世界女子手球锦标赛金牌得主、2021年世界女子手球锦标赛银牌得主、2023年世界女子手球锦标赛金牌得主、2024年夏季奥林匹克运动会女子银牌得主。